# Paracypria inopinata
Paracypria inopinata is een mosselkreeftjessoort uit de familie van de Candonidae. De wetenschappelijke naam van de soort is voor het eerst geldig gepubliceerd in 1939 door Klie.